# Via Asinaria

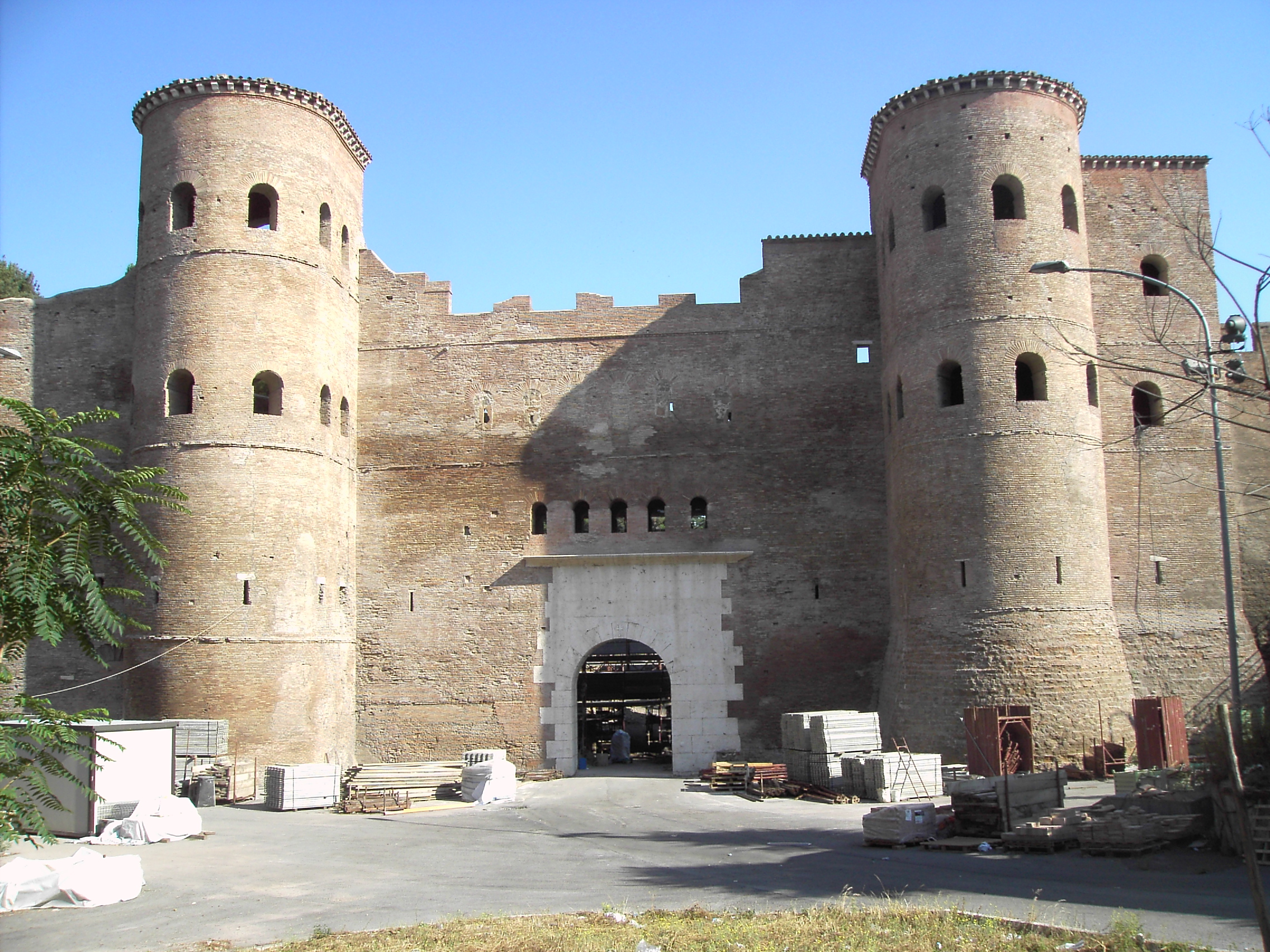
Porta Asinaria, met de Via Asinaria

De Via Asinaria was een antieke weg bij het oude Rome.
De weg begon bij de Porta Asinaria in de Aureliaanse Muur. Het was oorspronkelijk een kleine onbelangrijke weg die in de richting van de Via Ardeatina liep en daarbij de Via Latina en de Via Appia kruiste. De belangrijkheid nam in de late oudheid sterk toe, nadat in de eerste helft van de 4e eeuw de nabijgelegen basiliek Sint-Jan van Lateranen en het Lateraans Paleis werden gebouwd. De Porta Asinaria werd daarna versterkt en vergroot. Vrijwel alle bezoekers die toen uit zuidelijke richting kwamen betraden de stad via de Via Asinaria. Zo trok ook de Byzantijnse generaal Belisarius met zijn leger via deze weg de stad binnen.
De exacte loop van de weg is niet meer bekend.